# Carlyle (Illinois)
Carlyle – miasto w Stanach Zjednoczonych, w stanie Illinois, w hrabstwie Clinton.